# شقراق أبيض
شقراق أبيض (الاسم العلمي:Coracias naevia) (بالإنجليزية: Rufous-crowned Roller)‏ هي نوع من الطيور يتبع جنس الشقراق من فصيلة الشقراقية.